# Uganda Badminton Association
Die Uganda Badminton Association (UBA) ist die oberste nationale administrative Organisation in der Sportart Badminton in Uganda.

## Geschichte
Die Uganda Badminton Association wurde im August 1942 gegründet und im Oktober 1960 Mitglied im Weltverband IBF. Der Verband wurde ebenfalls Mitglied im kontinentalen Dachverband Badminton Confederation of Africa, damals noch unter dem Namen African Badminton Confederation firmierend. Nationale Meisterschaften werden in Uganda seit 1955 ausgetragen. Der Sitz des Verbandes befindet sich in Kampala. Der Verband gehört dem Nationalen Olympischen Komitee an.

## Bedeutende Veranstaltungen, Turniere und Ligen
- Uganda International
- Einzelmeisterschaften
- Mannschaftsmeisterschaft

## Bedeutende Persönlichkeiten
- Oscar Kambona, Präsident
- Dinkar C. Patel, ehemaliger Präsident